# El Carmen de Chucurí
El Carmen de Chucurí ist eine Gemeinde (municipio) im Departamento Santander in Kolumbien.

## Geographie
Die Gemeinde El Carmen de Chucurí liegt in der Provinz Mares im Zentrum von Santander. Die Gemeinde liegt in den kolumbianischen Anden auf einer Höhe von 830 Metern, hat eine Jahresdurchschnittstemperatur von etwa 23 °C und liegt 178 km von Bucaramanga entfernt. An die Gemeinde grenzen im Norden San Vicente de Chucurí, im Süden und Osten Simacota und im Westen Galán und Hato.

## Bevölkerung
Die Gemeinde El Carmen de Chucurí hat 20.858 Einwohner, von denen 6187 im städtischen Teil (cabecera municipal) der Gemeinde leben (Stand: 2019).

## Geschichte
El Carmen de Chucurí hat eine relativ kurze Geschichte. Die ersten Siedlungen in der Region erfolgten 1920 auf dem Gebiet der Gemeinde San Vicente de Chucurí, die erste Erwähnung des Namens El Carmen erfolgte 1938. Seit 1976 ist El Carmen de Chucurí eine Kirchengemeinde, den Status einer Gemeinde erhielt es 1986.

## Wirtschaft
Der wichtigste Wirtschaftszweig in El Carmen de Chucurí ist die Landwirtschaft. Es werden insbesondere Kakao, Avocados, Bananen, Kaffee, Zitruspflanzen, Naturkautschuk, Maniok, Hülsenfrüchte und Mais. Zudem wird Erdöl gefördert.